# Gesamtverband deutscher Angestelltengewerkschaften
Der Gesamtverband deutscher Angestelltengewerkschaften (Gedag) war von 1919 bis 1933 eine bedeutende Dachorganisation christlich-nationaler Angestelltenverbände während der Weimarer Republik mit Sitz in Berlin.

## Geschichte
Im November 1919 wurde der christlich-national eingestellte Deutsche Gewerkschaftsbund (DGB) gegründet. Dieser bestand aus drei Säulen:
1. die christlichen Arbeitergewerkschaften, die weitgehend von katholischen, zentrumswählenden Arbeitern getragen wurden.
2. der Angestelltensäule, wozu sich christlich-nationale Angestelltenverbände zum Gesamtverband deutscher Angestelltenverbände (Gedag) zusammenschlossen, und
3. den Beamtenverbänden.

Im Gesamtverband deutscher Angestelltenverbände (Gedag) waren die beiden mitgliederstärksten Verbände, die protestantisch-nationale Angestelltengewerkschaft Deutschnationaler Handlungsgehilfen-Verband (DHV) sowie der Verband weiblicher Handels- und Büroangestellten, tonangebend. Rund 80 % der Mitglieder waren kaufmännische Angestellte, die vor allem aus dem DHV stammten. Die Einzelverbände blieben organisatorisch selbstständig und wurden auf verschiedenen Ebenen (Ort, Kreis, Bezirk usw.) zu Gewerkschaftskartellen zusammengeschlossen. Darüber hinaus existierten eigene Fachgruppen. Im Zentralvorstand der Gedag entsandte jede Organisation einen Vertreter. Politisch waren Vertreter der Gedag in allen Parteien rechts der Deutschen Demokratischen Partei organisiert und in Parlamenten vertreten. 
Als mitgliederstärkste Organisation stellte der DHV den Vorsitzenden und den Geschäftsführer. Dies führte gelegentlich zu Reibereien, so dass der Deutsche Bankbeamten-Verein 1923 aus dem Gedag austrat, da der DHV versuchten, eine Teilnahme dieser Untergliederung an Tarifverhandlungen zu verhindern. 
Politisch wurde der Gedag kaum tätig. So rief er nicht zum Generalstreik beim Kapp-Putsch auf. Er verstand die Sozialpolitik als sein Beschäftigungsfeld. So schloss der Gedag Tarifverträge ab, beteiligte sich mit seinen Verbänden an Betriebsratswahlen und engagierte sich für die materiellen Interessen der Mitglieder. Der Gedag gehörte der Zentralen Arbeitsgemeinschaft an und lehnte den Klassenkampf ab, wie ihn die sozialistischen freien Angestelltengewerkschaften propagierten, die im AfA-Bund (Arbeitsgemeinschaft freier Angestelltenverbände) organisiert waren. Während die meisten Verbände auf christlicher Grundlage standen, trat beim DHV vor allem völkisch-antisemitisches Gedankengut offen hervor. 
Die umfangreichen sozialpolitischen Aktivitäten der Gedag führten dazu, dass diese christlich-nationalen Organisation seit 1926 die führende Kraft unter den Angestellten in der Weimarer Republik wurde und den sozialistischen AfA-Bund zunehmend in die Defensive drängte. Daher wuchs trotz Weltwirtschaftskrise die Mitgliederzahl, ebenso der Einfluss in den Betriebsräten. Die Regierung Heinrich Brüning fand lange prinzipielle Unterstützung durch die Gedag. Allerdings wanderten zahlreiche Mitglieder, insbesondere des DHV, zu den Nationalsozialisten ab. NSDAP-Mitglieder gewannen im DHV zunehmend an Boden und dadurch auch im Gedag. So erklärten sich die Mitgliedsverbände des Gedag nach der Machtübertragung Ende Januar 1933 auf den NSDAP-Vorsitzenden Adolf Hitler zur Mitarbeit am „neuen Staat“ bereit. Der Gedag löste sich von den zentrumsnahen christlichen Gewerkschaften und schied am 12. April 1933 aus dem DGB aus. Die Verbandsleitung übernahmen NSDAP-Mitglieder, so dass sich die Organisation widerstandslos im Mai 1933 der Deutschen Arbeitsfront anschloss. Einige Mitgliedsverbände wie der DHV blieben noch bis 1934 formal weiter bestehen.

## Vorsitzende
- 1919–1923: Otto Thiel
- 1923–1933: Hans Bechly

### Geschäftsführer
- 1919–1931: Georg Brost
- 1931/32: Max Hegewald
- 1932/33: Walther Lambach

## Mitgliederzahlen
- 1920: 463.199
- 1922: 460.086
- 1925: 403.763
- 1926: 429.700
- 1929: 501.635
- 1930: 591.930
- 1931: 593.425

## Angeschlossene Verbände

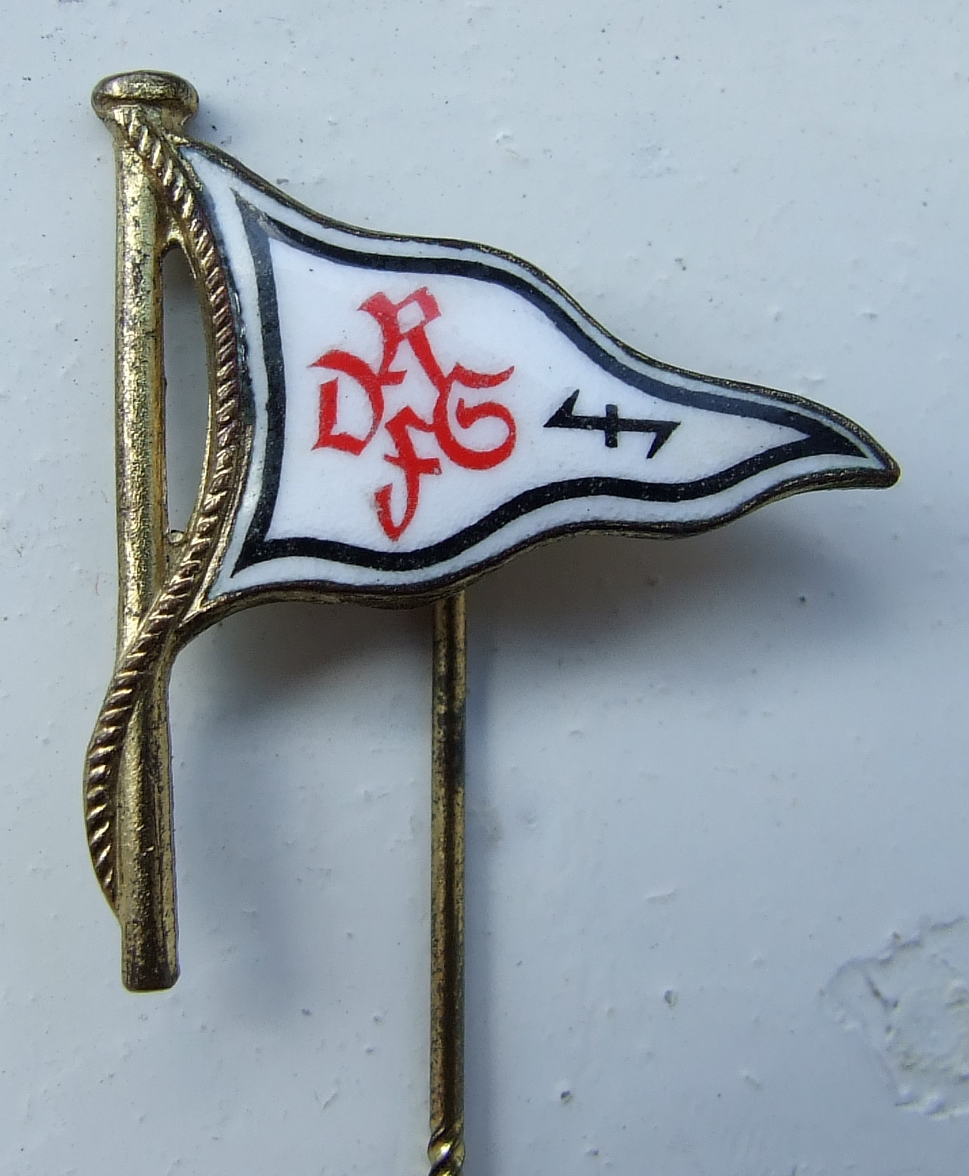
Logo des Reichsverbandes Deutscher Guts- und Forstbeamten

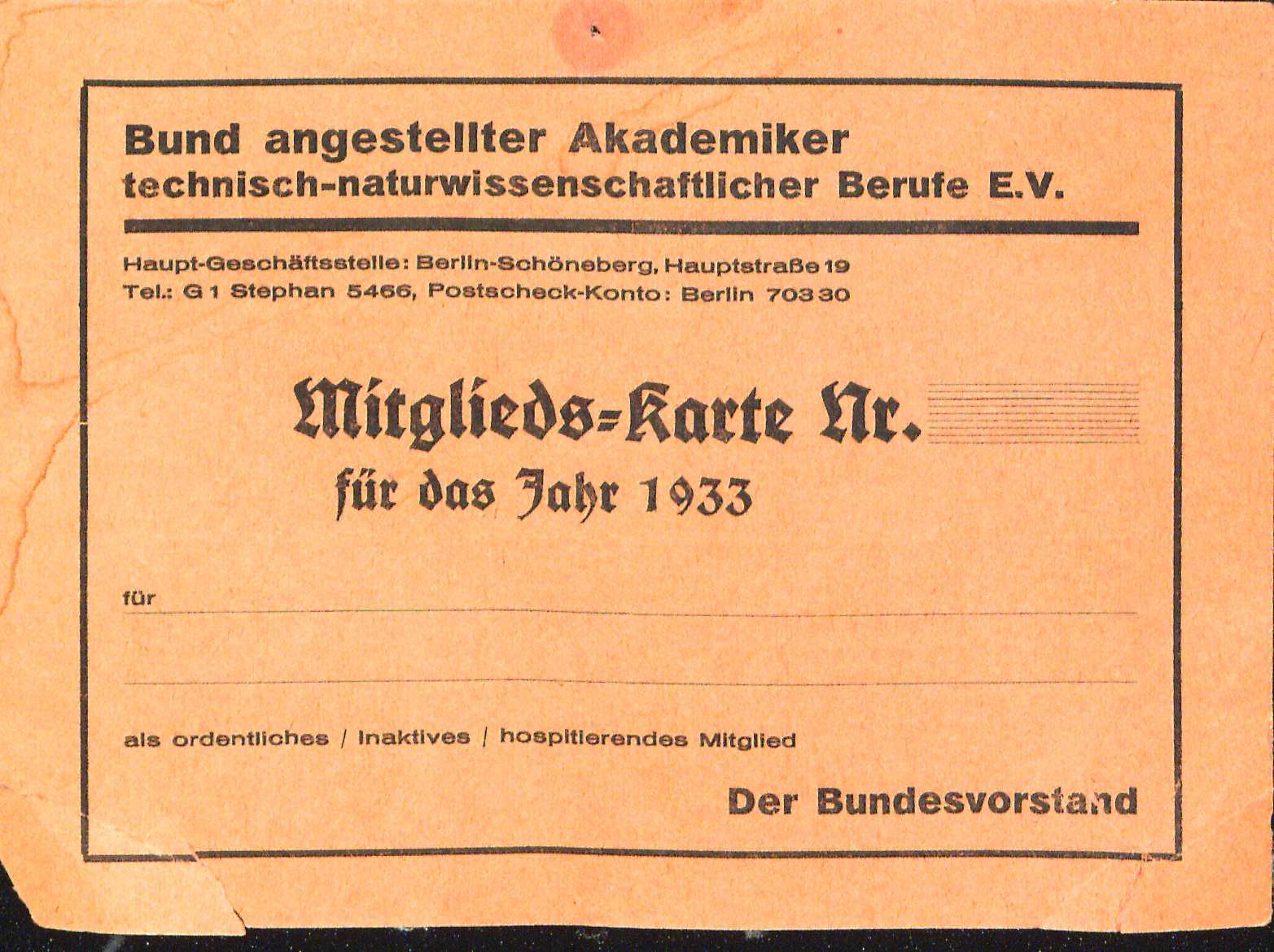
Bund angestellter Akademiker technisch-wissenschaftlicher Berufe. Mitgliedskarte 1933

- Deutschnationaler Handlungsgehilfen-Verband (DHV). Vorsitzender: 1911–1933: Hans Bechly. Mitglieder: 1921: 264.367, 1926: 291.486, 1930: 404.009, 1932: 403.112.
- Verband der weiblichen Handels- und Büroangestellten. Vorsitzende: Clara Mleinek (1919–1921), K. Müller (1921–1933): Mitglieder: 1920: 101.120, 1923: 88.630, 1927: 72.127, 1929: 84.817, 1931: 92.390, 1932: 83.966.
- Deutscher Bankbeamten-Verein: gegründet 1894, Vorsitzender: Max Fürstenberg, Mitglieder: 1920: 55.310, 1923: 86755. 1923 aus dem Gedag ausgeschieden.
- Deutscher Werkmeisterbund: Vorsitzender: Franz Auf der Lake (1919–1932), August Steffen (1932–1933). Mitglieder: 1920: 3420, 1922: 12.224, 1927: 14.044, 1930: 17.859.
- Neuer Deutscher Techniker-Verband, später umbenannt in Verband Deutscher Techniker. Vorsitzender: Hermann Petersen. Mitglieder: 1920: 4500, 1929: 12.595.
- Reichsverband deutscher Büro- und Behördenangestellter, später: Reichsverband der Büroangestellten und Beamten. Mitglieder: 1925: 2000, 1929: 10.497.
- Reichsverband land- und forstwirtschaftlicher Fach- und Körperschaftsbeamten, später: Reichsverband Deutscher Guts- und Forstbeamten. Mitglieder: 1920: 19.000, 1925: 13.500, 1929: 21.867.
- Allgemeiner deutscher Buchhandlungsgehilfenverband. Später dem DHV angeschlossen.
- Bund angestellter Chemiker und Ingenieure, ab. 1925: Bund angestellter Akademiker technisch-wissenschaftlicher Berufe. Mitglieder 1920: 8000, 1925. 10.000, 1927: 7234.
- Verband der Referenten: 1920: 500 Mitglieder, später aufgelöst.
- Verband deutscher Filmdarsteller. Mitglieder: 1920: 1000 (später aufgelöst).

Später traten bei:
- Fachverband der Privateisenbahner. Mitglieder: 1929: 9000.
- Berufsverband deutscher Dentisten. Mitglieder: 1929: 3478.
- Reichsverband angestellter Ärzte. Mitglieder: 1925: 2500, 1929: 3148.
- Reichsverband der Molkerei- und Käsereiangestellten. Mitglieder 1929: 600.
- Verband deutscher Kapitäne und Schiffsoffiziere. Beitritt 1929: Mitglieder: 4993.
- Reichsverband deutscher Bergbauangestellter. Beitritt 1926.